# Esaidroborite
L'esaidroborite è un minerale.